# Fábio Rochemback
Fábio Rochemback (* 10. Dezember 1981 in Soledade, Rio Grande do Sul) ist ein brasilianischer Fußballspieler.

## Karriere
Fábio Rochemback, der von seinen Teamkollegen nur Rocky gerufen wurde, spielte in seiner Jugend bei Internacional Porto Alegre, in deren erste Mannschaft er ab 1998 immer wieder in geholt wurde. 2001 wechselte er nach Europa in die spanische Primera División zum FC Barcelona. Bis 2003 absolvierte er 45 Punktspiele und schoss dabei drei Tore. Rochemback zog es daraufhin nach Portugal zu Sporting Lissabon, mit denen er 2005 das UEFA-Pokalfinale 2005 im eigenen Stadion erreichte, das man mit 1:3 gegen ZSKA Moskau verlor. Anschließend wechselte er in die Premier League zum FC Middlesbrough und erreichte mit den Engländern in seinem ersten Jahr erneut das UEFA-Pokalfinale. Auch dieses Mal endete das Finale mit einer Niederlage (0:4 gegen den FC Sevilla). 2008 kehrte Rochemback zu Sporting Lissabon zurück, ein Jahr später ging er wieder nach Brasilien, wo er nun für Grêmio Porto Alegre spielte. Ab 2012 spielte er in Asien für den chinesischen Klub Dalian Aerbin, bevor er seine Karriere bei Ipiranga de Passo Fundo in Brasilien ausklingen ließ.
Rochemback spielte siebenmal im brasilianischen Fußballnationalteam.